# Ennucula corticata
Ennucula corticata is een tweekleppigensoort uit de familie van de Nuculidae. De wetenschappelijke naam van de soort is voor het eerst geldig gepubliceerd in 1842 door Møller als Nucula corticata.